# انگدن
انگدن (به آلمانی: Engden) یک شهر در آلمان است که در گرافشافت بنتهایم واقع شده‌است. انگدن ۴۴۰ نفر جمعیت دارد.